# Rolf Stahlhofen

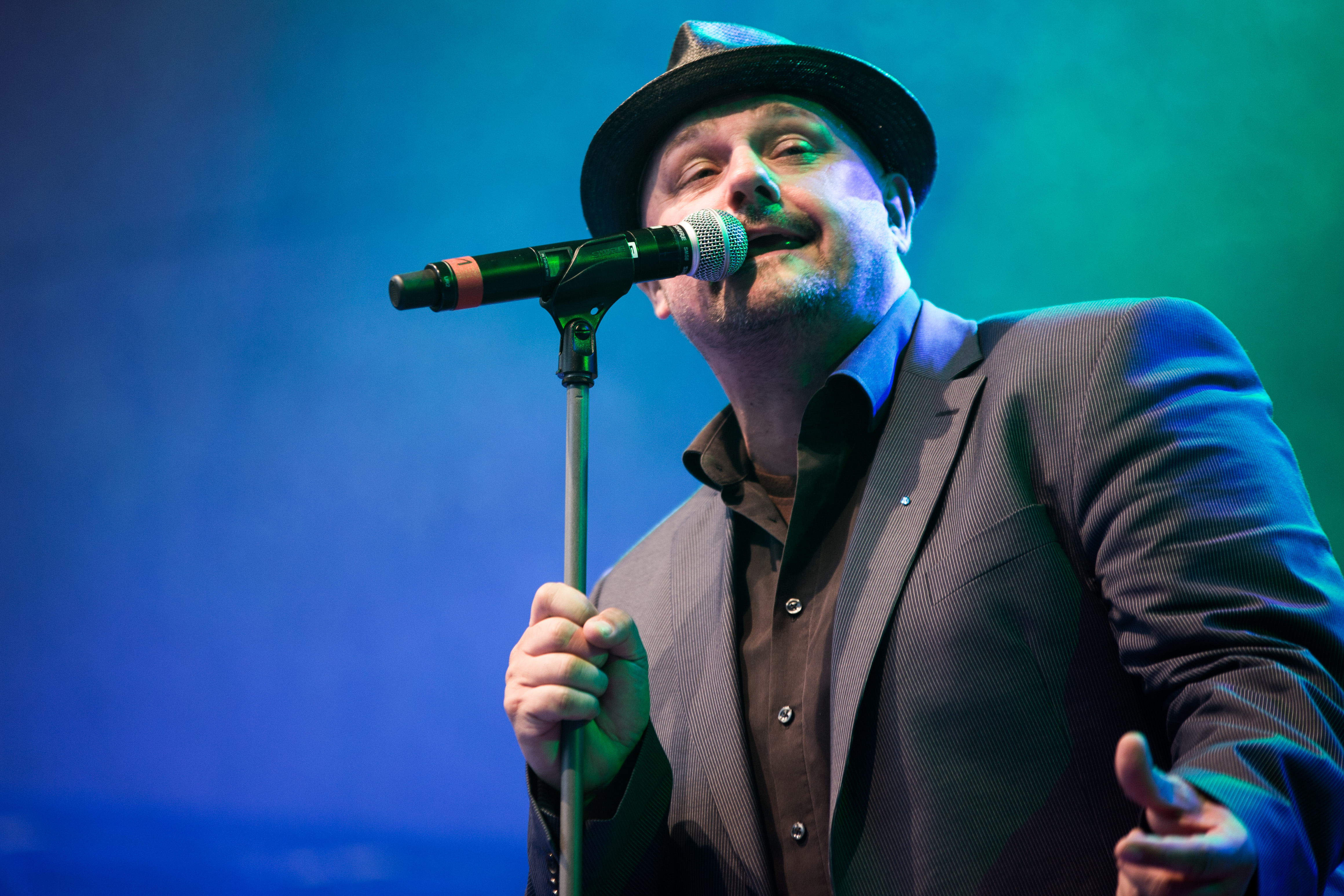
Rolf Stahlhofen bei einem Auftritt mit Water is Right 2014

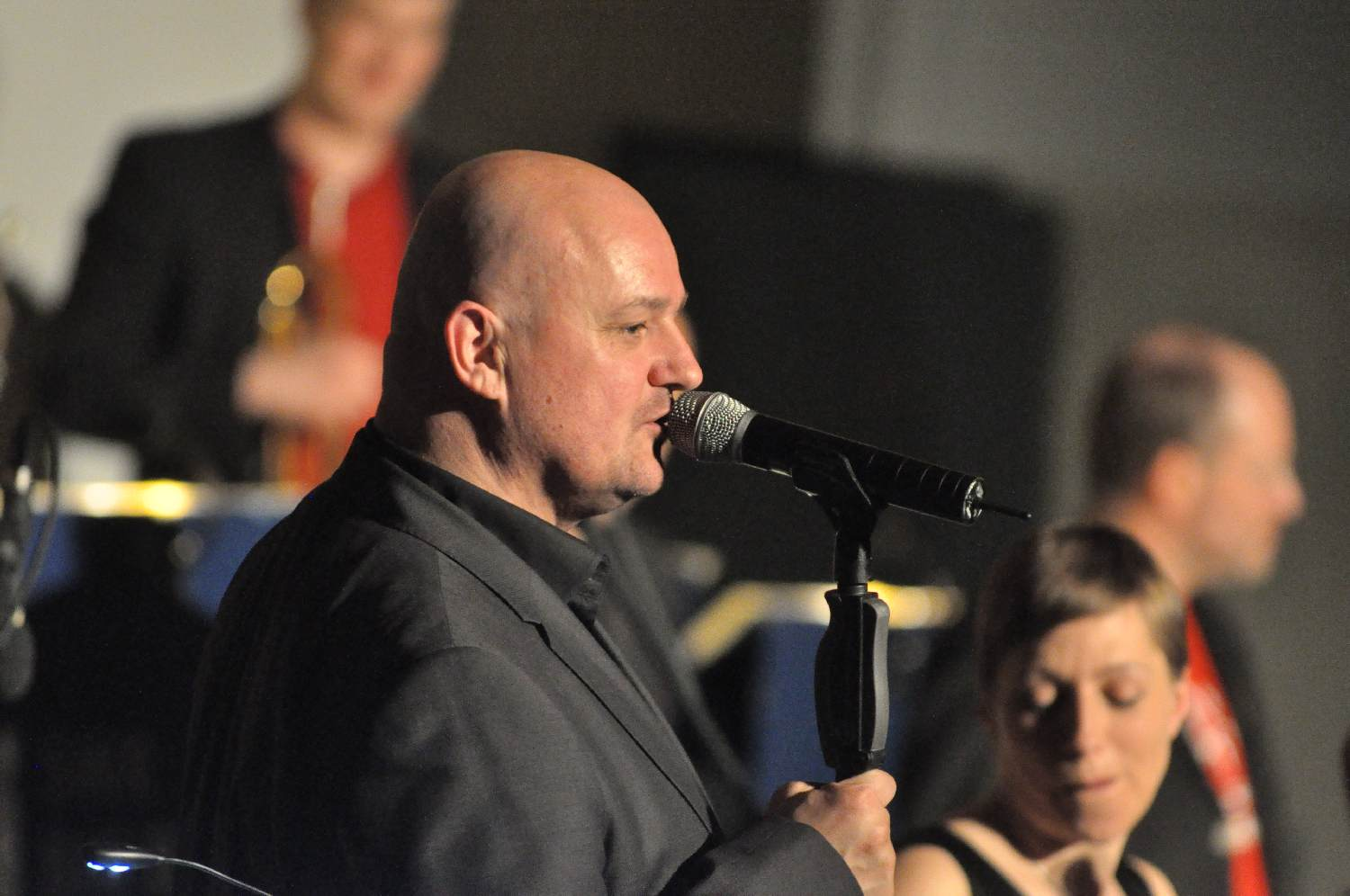
Rolf Stahlhofen (2010)

Rolf Stahlhofen (* 1968 in Nabburg) ist ein deutscher Sänger, Bandleader und Wasseraktivist, der unter anderem als Mitglied der Söhne Mannheims bekannt wurde.

## Leben

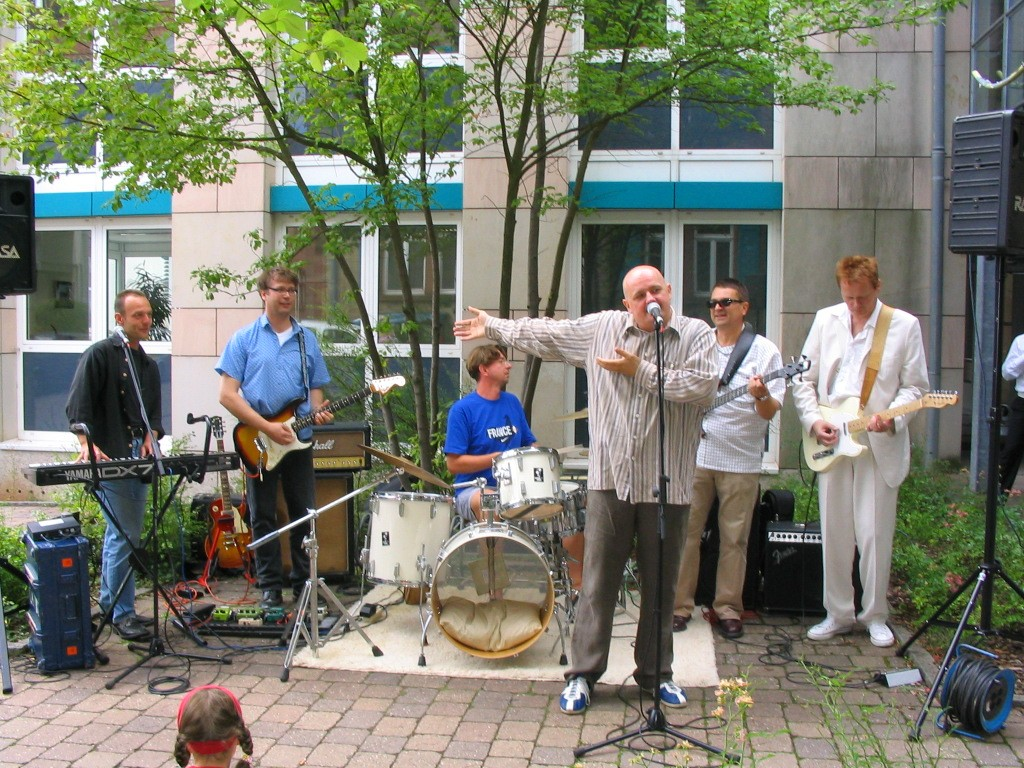
Stahlhofen und seine Band „Der mit dem Rolf tanzt“ (2007)

Aufgewachsen in Saudi-Arabien, Nigeria, Algerien und England kam er als Teenager wieder nach Deutschland und wohnte in Landau in der Pfalz in einem Heim für verhaltensauffällige Jugendliche.
Mit 18 fing er an, als Tourneebegleiter, Crewboss oder Roadie für internationale Musikgruppen zu arbeiten. Darunter waren Axxis, Ice-T, Chaka Khan, Gary Moore, Public Enemy, Rolling Stones, Madonna, Prince, Michael Jackson, Guns N’ Roses und andere.
Seine ersten Bands waren „Der mit dem Rolf tanzt“ und „The Wright Thing“ von Jason Wright. Bekannt wurde er an der Seite Xavier Naidoos als Frontmann der Söhne Mannheims, die er 2003 aus eigenen Stücken verließ.
Schon während des Söhne-Albums Zion trat Stahlhofen solo auf und brachte im Juli 2003 sein Erstlingswerk Zeit was zu ändern auf den Markt, welches in Deutschland und Schweiz in die Charts stieg. Auch seine Single Große Mädchen weinen nicht stieg in die Single-Charts in Deutschland und der Schweiz ein. In der Schweiz erreichte er die Top Ten.
Als „special guest“ trat Stahlhofen unter anderem bei Konzerten von Joe Cocker, Simple Minds, Katie Melua, Simply Red, Eros Ramazzotti, Die Fantastischen Vier, Udo Lindenberg, Axxis auf.
Stahlhofen engagiert sich ehrenamtlich für die Projekte Schule ohne Rassismus und Laut gegen Nazis. Er gründete den Hilfsverein „Menschen am Fluss“, baut Solarwasseranlagen in Eritrea oder unterstützt neben Wasserprojekten Krankenhäuser auf Sri Lanka. Zusammen mit Musikern wie Sebastian Krumbiegel von Die Prinzen, D-Flame u. a. spielte er wiederholte Male auf dem Festival „Leipzig zeigt Courage“. In Mannheim organisierte er das „Menschen am Fluss“-Festival, welches Deutschlands größtes Benefizkonzert anlässlich der Oderflut wurde.
Mit Peter Maffays Musical Tabaluga trat er in über 150 Shows in der Rolle des Kuckucks auf, zuletzt 2016.
Rolf Stahlhofens Stimme ist bei zahlreichen Projekten von Musikerkollegen zu hören, so etwa auf Zeichen der Zeit mit Xavier Naidoo, Yvonne Catterfeld, Music Team Germany feat. Fury in the Slaughterhouse, Wolfgang Niedecken, Laith Al Deen, Jazzkantine, Marlon und Freunde mit Nena, Joachim Witt, Udo Lindenberg, Peter Maffay.
Ende 2007 wurde Rolf Stahlhofen erster europäischer „Messenger of Truth“ (MoT) der UN-Habitat. Im Rahmen dieser Tätigkeit reiste er im November 2008 zum World Urban Forum nach Nanjing, China, und hielt Vorträge zum Thema Urbanisation, Kultur und Jugend. 2011 gründete er die Stiftung Water is Right, die sich für das Menschenrecht Wasser einsetzt.
Seine CD Besser Jetzt als Nie ist am 1. Oktober 2009 in Deutschland erschienen. Die Songs entstanden in Zusammenarbeit mit dem schwedischen Funk-Musiker und Erfolgsproduzenten Paulo Mendonça und dem Gitarristen Joerg Dudys. Stahlhofen brachte die CD in Eigenregie auf den Markt und ließ sich für ihre Entstehung mehr als fünf Jahre Zeit. Auf dem Cover steht zu lesen: „Das alles ohne Zeitdruck, wenn es der Terminkalender und das Budget zuließen.“
Mit der SWR Big Band, Dirk Zöllner und Regy Clasen nahm er die CD Big Soul auf.
2010 befand sich Rolf Stahlhofen in Kenia und nahm einen Wassersong für die UN-Habitat-Kampagne Water is Life mit afrikanischen Künstlern auf, der am 22. März 2011 in Kapstadt anlässlich des Weltwassertag uraufgeführt wurde.
2014 stieg er gemeinsam mit Xavier Naidoo wieder bei den Söhnen Mannheims ein. 2020 stieg er zusammen mit DJ Billy Davis und Andreas Bayless wieder aus.
Im März 2022 war er Mitinitiator, Moderator und Musiker beim Sound-of-Peace-Festival in Berlin, einer Musikinitiative, die sich gegen die 27 laufenden Kriege positioniert. Für diese Veranstaltung lud er viele Künstler wie Peter Maffay, Hartmut Engler von Pur, Nelson Müller, David Garrett, Cassandra Steen u.a ein, die alle von seiner Band begleitet wurden.

### Stiftung
Rolf Stahlhofen ist Gründer der Stiftung Water is Right Foundation, die sich für die gerechte Verteilung von Wasser einsetzt und in Afrika, Mittelamerika und Asien Referenzprojekte durchführt.
2019 bekam er unter der Schirmherrschaft von der damaligen Umweltministerin Svenja Schulte den Nachhaltigkeitspreis der ZIA. 
2019 erhielt er den Innovationspreis des German Council of Shopping Places. Bis 2020 konnte die Stiftung für mehrere Millionen Menschen den Zugang zu bezahlbarem Wasser sicherstellen.

## Diskografie

### Alben
- 2000: Zion (mit Söhne Mannheims)[6]
- 2002: Jazzkantine Futter für die Seele[7]
- 2003: Zeit Was zu Ändern[8]
- 2003: Peter Maffays Tabaluga – Das verschenkte Glück[9]
- 2004: Live im SR Saarländischer Rundfunk[10]
- 2005: Power of the Sound (mit Söhne Mannheims)[11]
- 2009: Besser Jetzt als Nie[12]
- 2010: Big Soul (mit Regy Clasen, Dirk Zöllner und der SWR-Big Band)[13]
- 2015: Evoluzion (mit Söhne Mannheims)[14]
- 2017: MannHeim (mit Söhne Mannheims)[15]

### Singles
- 1999: Wir haben Euch noch nicht getan (mit Söhne Mannheims)
- 2000: Geh davon aus (mit Söhne Mannheims)
- 2000: Gib mir Musik (mit Sasha, Xavier Naidoo und Edo Zanki)
- 2003: Große Mädchen weinen nicht (am 1. April 2003)
- 2003: Happy (am 1. August 2003)
- 2003: Du bist nicht allein (mit Zeichen der Zeit)
- 2004: Ein weiterer Morgen (mit Zeichen der Zeit)
- 2006: Won’t Forget These Days (mit Team Germany (Fury in the Slaughterhouse, Wolfgang Niedecken, Laith Al Deen u. a.))
- 2007: Meine Welt (mit Xavier Naidoo und Joy Fleming)
- 2009: Besser jetzt als nie
- 2010: Liebe fehlt
- 2017: Wie Lange (mit Xavier Naidoo)